# Teresa Reichl

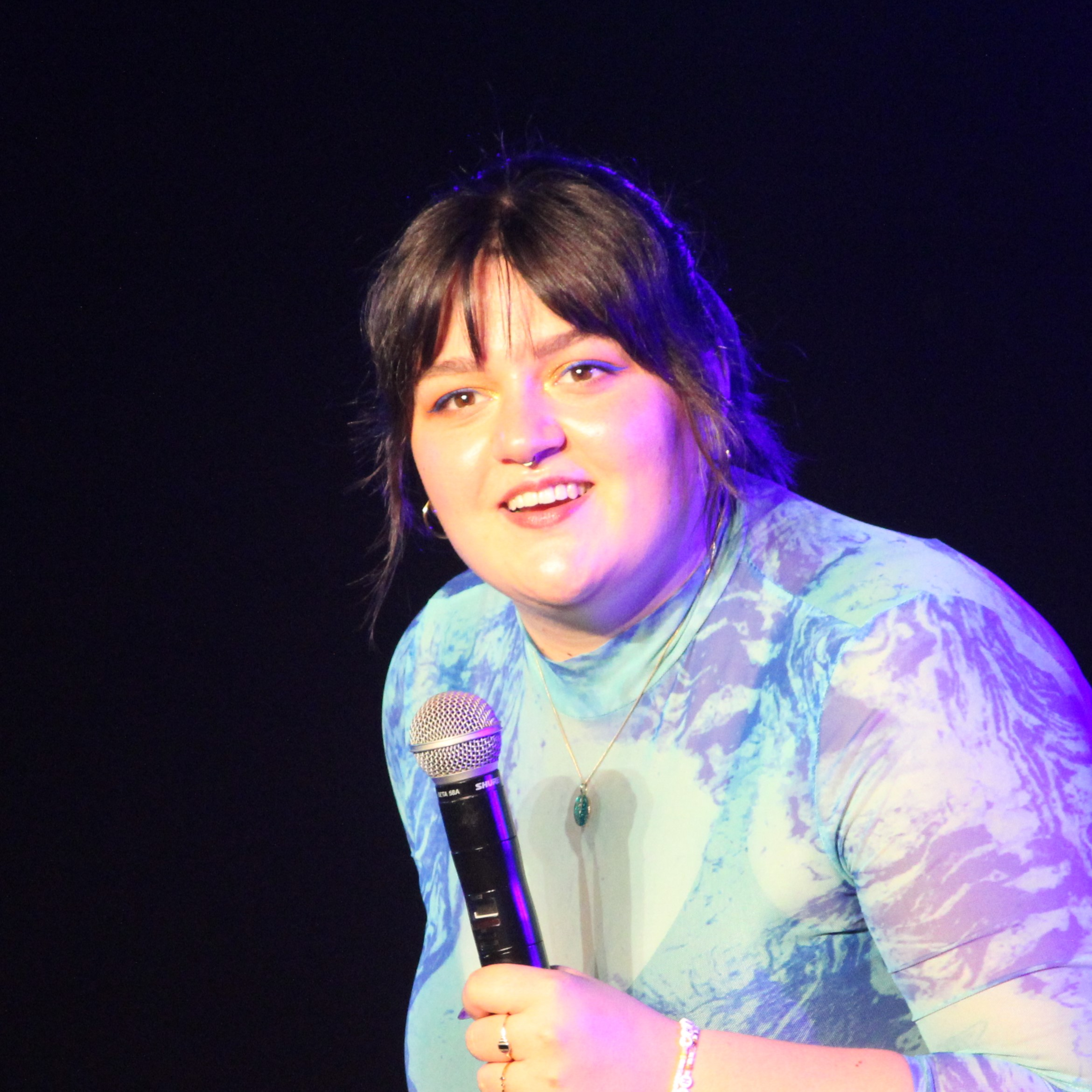
Teresa Reichl auf dem Open Ohr Festival 2024

Teresa Reichl (* 20. Juni 1996 in Haunersdorf) ist eine deutsche Kabarettistin und Autorin.

## Wirken
Reichl absolvierte 2014 ihr Abitur am Gymnasium Landau an der Isar. Dort arbeitete sie anschließend ein Schuljahr lang als Lehrperson im Angestelltenverhältnis und unterrichtete unter anderem Deutsch als Fremdsprache. 2015 begann sie ihr Lehramtsstudium an der Universität Regensburg. 2021 legte Reichl ihr Staatsexamen in Deutsch und Englisch fürs Gymnasium sowie ihren Bachelor in Deutscher Philologie und Englischer Sprachwissenschaft ab.
Seit 2015 tritt Reichl regelmäßig bei Poetry-Slams auf. Ab 2020 spielte sie ihr erstes Kabarettprogramm „Obacht, i kann wos“. Seither war sie in diversen TV-Sendungen zu sehen, wie etwa Vereinsheim Schwabing (BR), Ladies Night (ARD) oder auch in Talkformaten wie Auf der Couch (ZDF) oder Karlsplatz (BR). Seit September 2024 spielt sie ihr zweites Programm Bis jetzt.
Im März 2023 erschien Reichls erstes Buch „Muss ich das gelesen haben? Was in unseren Bücherregalen und auf Literaturlisten steht – und wie wir das jetzt ändern“ beim Haymon Verlag (Innsbruck). 2024 folgte das Buch But Make it Classy! bei Carlsen. Seit 2024 hat sie in der Kabarettsendung schlachthof (BR) die regelmäßige Rubrik "zwischenruf". Auch auf den Plattformen Instagram, Tiktok und YouTube spricht sie regelmäßig über klassische Literatur. Einige ihrer Texte wurden außerdem in Anthologien veröffentlicht.
Reichl ist queer und lebt und arbeitet in Regensburg.

## Auszeichnungen
- 2016: bayerische U20-Meisterin im Poetry Slam
- 2021: Kulturförderpreis der Stadt Regensburg
- 2022: Jugendkulturpreis des Landkreises Dingolfing-Landau
- 2023: Bayerischer Kabarettpreis (Senkrechtstarter-Preis)
- 2025: Deutscher Kleinkunstpreis (Förderpreis)[8]

## Veröffentlichungen
- Muss ich das gelesen haben? Was in unseren Bücherregalen und auf Literaturlisten steht – und wie wir das jetzt ändern. Haymon Verlag, 2023, ISBN 978-3-7099-8176-4.
- But Make It Classy! Ein feministisches Close-Up deutscher Literatur. Carlsen Verlag, 2024, ISBN 978-3-551-32179-4.